# 蒂尼亚克
蒂尼亚克（法語：Tignac，法語發音：[tiɲak]）是法国阿列日省的一个市镇，属于富瓦区。

## 地理
蒂尼亚克（42°44'46"N, 1°47'42"E）面积3.53 平方千米，位于法国奧克西塔尼大區阿列日省，该省份为法国西南部内陆省份，西部和北部与上加龙省接壤，东临奥德省，东南至东比利牛斯省接壤，南与安道尔和西班牙接壤。
与蒂尼亚克接壤的市镇（或旧市镇、城区）包括：贝斯蒂亚克、科苏、佩尔勒和卡斯特莱、萨维尼亚克-莱索尔莫、于纳克、韦希。

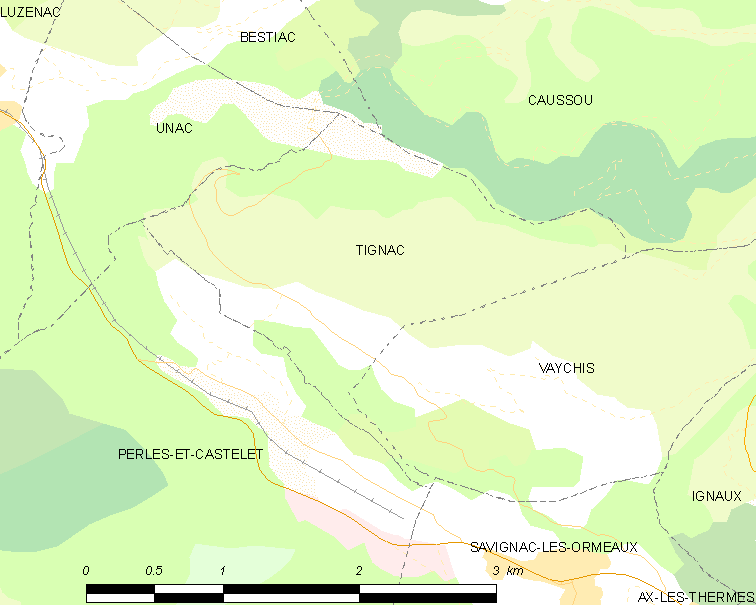
蒂尼亚克的OSM定位图

蒂尼亚克的时区为UTC+01:00、UTC+02:00（夏令时）。

## 行政
蒂尼亚克的邮政编码为09110，INSEE市镇编码为09311。

## 政治
蒂尼亚克所属的省级选区为上阿列日县。

## 人口

1962-2008年间蒂尼亚克人口变化图示

蒂尼亚克于2022年1月1日时的人口数量为20人。